# Chlorixanthe
Chlorixanthe är ett släkte av skalbaggar. Chlorixanthe ingår i familjen Cetoniidae.
Kladogram enligt Catalogue of Life:
| Chlorixanthe | \| \| Chlorixanthe chapini \| \| \| \| \| \| Chlorixanthe flavoviridis \| \| \| \| |
|              | \| \| Chlorixanthe chapini \| \| \| \| \| \| Chlorixanthe flavoviridis \| \| \| \| |
|              | Chlorixanthe chapini                                                               |
|              |                                                                                    |
|              | Chlorixanthe flavoviridis                                                          |
|              |                                                                                    |